# Boule-d’Amont
Boule-d’Amont település Franciaországban, Pyrénées-Orientales megyében. Lakosainak száma 64 fő (2022. január 1.). Boule-d’Amont Bouleternère, Casefabre, Caixas, Prunet-et-Belpuig, La Bastide, Glorianes és Rodès községekkel határos.

## Földrajz

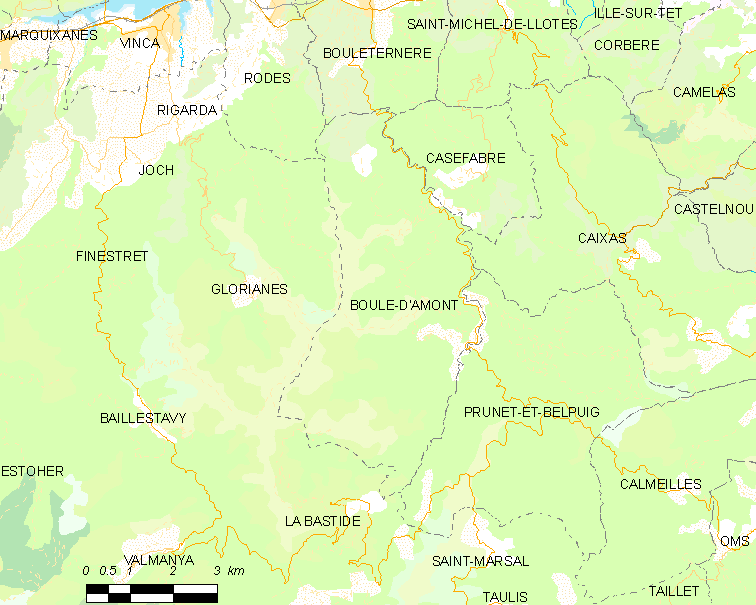
Boule-d’Amont térképe

## Népesség
A település népességének változása:
| Lakosok száma | 66   | 59   | 55   | 55   | 55   | 55   | 58   | 61   | 64   |
|               | 2013 | 2015 | 2016 | 2017 | 2018 | 2019 | 2020 | 2021 | 2022 |